# Deesbach
Deesbach là một đô thị thuộc huyện Saalfeld-Rudolstadt, trong bang Thüringen, nước Đức. Đô thị Deesbach có diện tích 6,12 km².